# Avro 722 Atlantic
Die Avro 722 Atlantic war ein geplanter Passagierjet, der auf dem Bomber Avro Vulcan basierte.

## Geschichte
Die Avro 722 Atlantic war eine geplante zivile Verkehrsflugzeugversion des britischen Bombers Avro Vulcan. Der Entwurf war eine Reaktion auf die Forderung des britischen Versorgungsministeriums von 1952 nach einem neuen Flugzeug, das sowohl für militärische als auch für zivile Langstreckeneinsätze geeignet ist. Für den gleichen Auftrag waren auch zivile Modelle der V-Bomber Vickers Valiant und Handley Page Victor geplant, die Handley Page HP.111 und Vickers V-1000. Die Vickers V-1000 gewann den Wettbewerb, aber letztendlich wurde keiner dieser Entwürfe vollendet.
Anfang Juni 1953 übernahm Sir Roy Dobson C.B.E., damals Geschäftsführer von A.V. Roe and Company das Projekt und gab bekannt, dass das Unternehmen an einem Projekt für ein 100-Tonnen-Verkehrsflugzeug auf der Basis des Vulcan arbeitete. Das Flugzeug sei für eine fünfköpfige Flugbesatzung (Pilot, Copilot, Navigator und zwei technische Offiziere) sowie für 76 bis 113 Passagiere in drei getrennten Konfigurationen (Luxus, Basis und Tourist) vorgesehen, die mit einer Geschwindigkeit von mehr als 970 km/h oder Mach 0,9 in einer Druckkabine befördert würden. Der Chefdesigner von Avro zu der Zeit, nach Roy Chadwicks Tod, war Stuart Davies.
Die Atlantic wäre entweder mit Motoren von Bristol Olympus oder Rolls-Royce Conway angetrieben worden. Die Abbildungen der Designer zeigen den Passagierraum in einem 3,81 m großen Rumpf, dessen Sitze zweireihig nebeneinander mit einem Mittelgang angeordnet sind, die aus Sicherheitsgründen nach hinten weisen. Das Flugzeug wurde ursprünglich in Abbildungen und Modellen im Maßstab 1:24 unter Verwendung der ursprünglichen Vulkanbomber-Tragflächengrundform mit einer geraden, nach hinten gekehrten Vorderkante dargestellt. Eine Überarbeitung des Designs im Jahr 1955 zeigte jedoch, dass die spätere Phase-2-Vorderkante geknickt war. Es wurde erwartet, dass die Atlantic bis 1958 fertiggestellt sein würde, und erste Gespräche mit der British Overseas Airways Corporation (BOAC) über das Interesse an diesem Projekt wurden geführt. Avro soll 1954/55 eine zivile Version der Vulcan als „unvermeidlich“ eingestuft haben und darauf bestanden haben, dass zunächst mindestens 25 Flugzeuge zu bestellen sind, bevor die Produktion beginnen würde. Diese Vorbestellung trat nie ein und auch das für die Produktion gewählte Konkurrenzmuster V-1000 wurde nie fertig gestellt und die zivile Variante Vickers VC7 wurde auch nicht verwirklicht. Zudem hätte die Konfiguration als Deltaflügler die Abfertigung am Boden kompliziert. Passagiertreppen hätten problemlos nur am vorderen Rumpfteil andocken können, die Zugänglichkeit des Rumpfes für Versorgungsfahrzeuge wäre erschwert gewesen und wegen des bei Start und Landung hohen Anstellwinkels wäre ein hohes Fahrwerk erforderlich gewesen, was für fast alle Arbeiten Leitern erfordert hätte. 1956 wurde das Projekt eingestellt.
BOAC selbst hatte größeres Interesse an der Boeing 707 als an den Zivilflugzeugprojekten der britischen Industrie.
Mit ihren Deltaflächen ohne Höhenleitwerk wies die Avro 722 Atlantic schon gewisse Ähnlichkeit mit der späteren Concorde auf.

## Technische Daten
| Kenngröße             | Daten                                                         |
| --------------------- | ------------------------------------------------------------- |
| Besatzung             | 3+4                                                           |
| Passagiere            | 76–131                                                        |
| Länge                 | 44,19 m                                                       |
| Spannweite            | 36,88 m                                                       |
| Höhe                  | 9,00 m                                                        |
| Flügelfläche          | 439 m²                                                        |
| Flügelstreckung       | 3,1                                                           |
| Nutzlast              | n. b.                                                         |
| Leermasse             | n. b.                                                         |
| max. Startmasse       | 90.700 kg                                                     |
| Reisegeschwindigkeit  | 965 km/h                                                      |
| Höchstgeschwindigkeit | 1006 km/h                                                     |
| Dienstgipfelhöhe      |                                                               |
| Reichweite            | 2.413 km bei 20.400 kg Nutzlast                               |
| Triebwerke            | 4 × Rolls-Royce Conway 11-Turbofan mit je 7.824 kp Schubkraft |